# Minden megoldás érdekel
A Minden megoldás érdekel című album az Éva-Neoton 1992-ben megjelent albuma, mely a Hungaroton Gong Kft. és a Neoton Pro közös kiadásában jelent meg. A lemez CD-n is napvilágot látott.

## Megjelenések
| Ország       | Formátum | Sorszám    | Kiadó                | Év   |
| ------------ | -------- | ---------- | -------------------- | ---- |
| Magyarország | LP       | SLPM 37617 | Hungaroton Gong Kft. | 1992 |
| Magyarország | MC       | MK 37617   | Hungaroton Gong Kft. | 1992 |
| Magyarország | CD       | HCD 37617  | Hungaroton Gong Kft. | 1992 |

## Az album dalai
Az összes dal szerzője: Baracs-Végvári-Csepregi
- Minden megoldás érdekel
- Szerelem és rock and roll
- Végre itt vagy
- Kék limousin
- Furcsa lány
- Kedvenc dalom
- Határidőnapló
- Menedéket vártam
- Zöld dollár
- Szállnék